# Wentorf (Obernholz)
Wentorf ist ein Ortsteil der Gemeinde Obernholz im Landkreis Gifhorn in Niedersachsen.

## Geographie

### Geographische Lage
Wentorf liegt im Osten der Südheide, zwischen dem Naturpark Südheide und dem Naturpark Wendland.Elbe. Das Dorf Wentorf befindet sich etwa 30 km südlich der Stadt Uelzen, gehört aber zum Landkreis Gifhorn. Wentorf befindet sich am östlichen Rand der Gemeinde Obernholz. Nächstgelegene Mittelzentren sind Gifhorn, Celle und Uelzen. Östlich von Wentorf fließt die Ise, die hier die Grenze zwischen der Gemeinde Obernholz und der Stadt Wittingen bildet.

## Geschichte
Aufgrund seiner geographischen Lage als Schnittpunkt dreier germanischer Gaue und dreier Bistümer war Wentorf vor vielen hundert Jahren ein Grenzdorf. Dafür baute man Befestigungsanlagen wie die Dammburg. Die Überreste der Ringwallanlage liegen auf einer Sanddüne am Zusammenfluss von Ise und Gosebach, ein Kilometer nordöstlich von Wentorf.

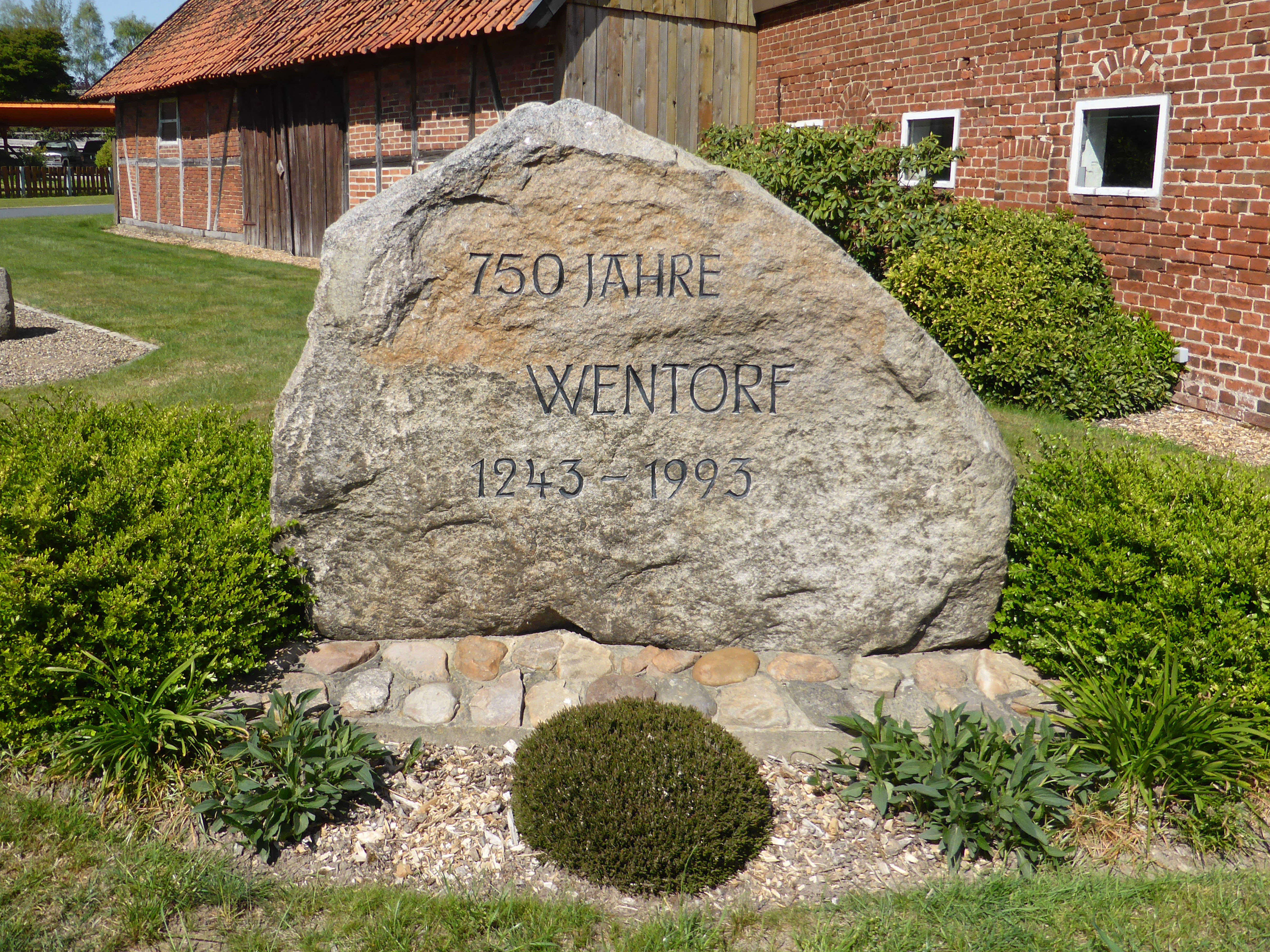
Gedenkstein

1243 erfolgte die erste bekannte Erwähnung von Wentorf.
In der Franzosenzeit gehörte Wentorf zum Distrikt Uelzen im Departement der Aller des Königreichs Westphalen. Im Deutsch-Französischen Krieg fiel 1870 ein Gefreiter aus Wentorf. 1885 wurde der Kreis Isenhagen gegründet, dem Wentorf angehörte. Zuvor gehörte Wentorf zum Amt Isenhagen.
Im Ersten Weltkrieg fielen von 1915 bis 1917 drei Soldaten aus Wentorf. 1932 wurde der Kreis Isenhagen aufgelöst, seitdem gehört Wentorf zum Landkreis Gifhorn. 1935 erfolgte die Gründung der Freiwilligen Feuerwehr Wentorf. Der Zweite Weltkrieg forderte sechs Opfer aus Wentorf.
Am 1. März 1974 wurde Wentorf in die neugegründete Gemeinde Obernholz eingegliedert, die vormals selbstständige Gemeinde Wentorf wurde in diesem Zusammenhang aufgelöst.

### Einwohnerentwicklung
| Jahr      | 1910 | 1925 | 1933 | 1939 | 2008 | 2016 |
| --------- | ---- | ---- | ---- | ---- | ---- | ---- |
| Einwohner | 150  | 146  | 150  | 138  | 129  | 118  |

## Religion
Wentorf ist seit der Reformation protestantisch geprägt, verfügt jedoch über keine Kirche.
Evangelisch-lutherische Einwohner gehören zur Kirchengemeinde Hankensbüttel mit der St.-Pankratius-Kirche in Hankensbüttel, Katholiken gehören zur Pfarrei Wittingen mit der St.-Marien-Kirche in Wittingen.

## Kultur und Sehenswürdigkeiten

### Bauwerke

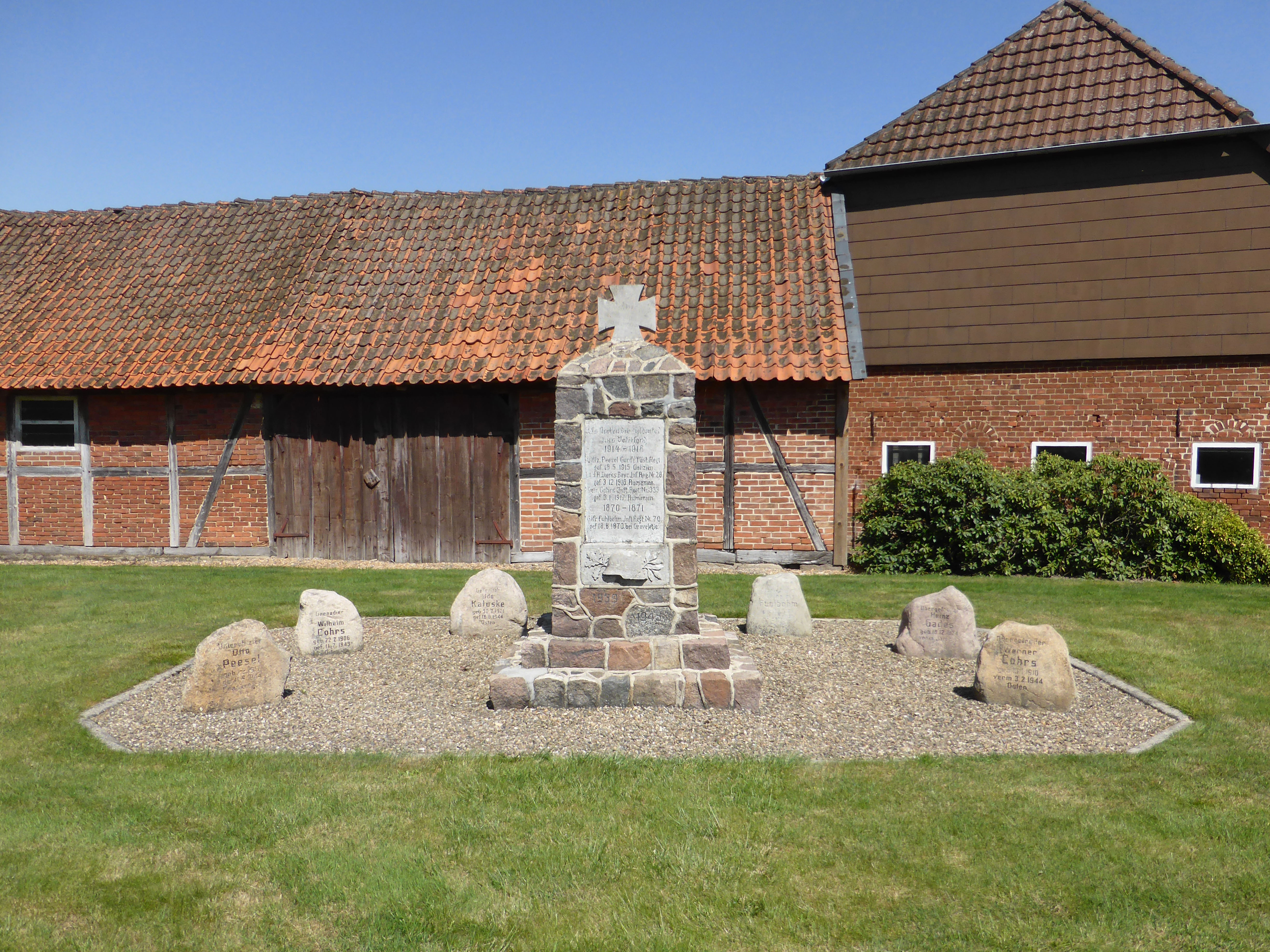
Kriegerdenkmal

Das Kriegerdenkmal erinnert an die Gefallenen und Vermissten des Deutsch-Französischen Krieges und der beiden Weltkriege aus Wentorf.

## Wirtschaft und Infrastruktur

### Unternehmen
Wentorf ist landwirtschaftlich geprägt. In Wentorf steht ein Postbriefkasten zur Verfügung.
Die Gaststätte, deren Inhaber Alfred Schulze war, wurde geschlossen. Einkaufsmöglichkeiten des täglichen Bedarfs und Gastronomie sind in Wentorf nicht vorhanden.

### Öffentliche Einrichtungen

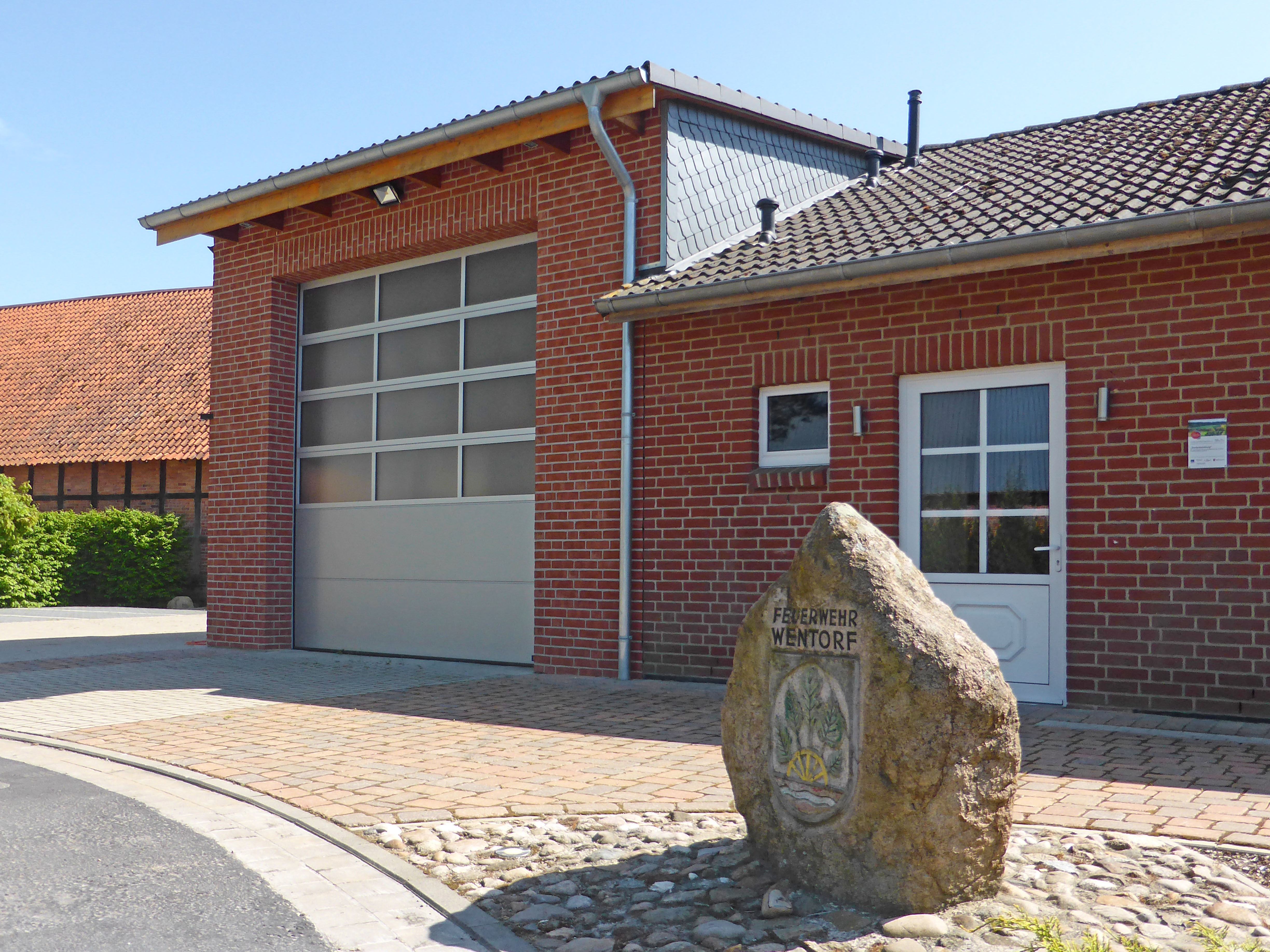
Feuerwehrhaus

Die Freiwillige Feuerwehr Wentorf wurde 1935 gegründet, sie verfügt über ein Feuerwehrhaus.

### Bildung
Die Schule wurde geschlossen.

### Verkehr
In Wentorf beginnt die Kreisstraße 14, die in südlicher Richtung verläuft und an der Bundesstraße 244 westlich von Alt Isenhagen endet. Gemeindeverbindungsstraßen führen von Wentorf nach Gannerwinkel, Hankensbüttel, Lüder, Wierstorf und Wollerstorf.
Linienbusse fahren von Wentorf bis nach Hankensbüttel und Schweimke.